# Ella Johnson
Ella Johnson  (* 22. Juni 1923 in Darlington (South Carolina); † 16. Februar 2004 in New York City) war eine US-amerikanische Rhythm-and-Blues- und Jazz-Sängerin.

## Leben und Wirken
Ella Johnson trat bereits als Jugendliche mit ihrem Bruder, dem Pianisten Buddy Johnson in New York auf, der eine erfolgreiche Band im Savoy Ballroom leitete. 1940 hatte sie mit dem Song Please, Mr. Johnson einen ersten Hit mit dem Johnson-Orchester. Weitere erfolgreiche Songs waren Did You See Jackie Robinson Hit That Ball?, When My Man Comes Home und Hittin’ On Me. Ihre Aufnahme von Since I Fell For You, einer Komposition ihres Bruders aus dem Jahr 1945 machte den Song schließlich zu einem Jazz-Standard. In den 1940er Jahren entstanden Aufnahmen mit dem Johnson-Orchester für Decca Records (Ain'tcha Got Me Where You Want Me).
Bis in die 1960er Jahre trat sie weiterhin mit ihrem Bruder auf; in den 1950er Jahren versuchte sie daneben mit Aufnahmen für Label wie Wing und Mercury Records eine Solokarriere. 1992 wurde sie von der Rhythm and Blues Foundation mit dem Pioneer Award ausgezeichnet. Sie starb 2004 im Alter von 86 Jahren in New York.
Nach Ansicht von Allmusic waren es vor allem ihre Balladen und Torch Songs, die den Gesang von Ella Johnson auszeichneten, obwohl sie ihre Hits vor allem mit Uptempo-Nummern hatte.

## Diskographische Hinweise
- Buddy Johnson Orchestra: Rockin' n' Rollin' Featuring Ella Johnson (Collectables)
- Buddy Johnson Orchestra: Gotta Go Upside.. (Bandstand)
- Swing Me (Mercury/Verve, 1956)
- Buddy Johnson Orchestra: Jukebox Hits: 1940-1951 (Acrobat)
- Say Ella (Juke Box, 1983)
- Buddy and Ella Johnson - 1953-1963 (Bear Family Records, 4-CD-Set)